# Misfit Kid
Misfit Kid (с англ. — «Неподходящий Ребёнок») — песня американской рок-группы The Cars, шестой трек с альбома Panorama.

## О песне
Песня была написана и спета вокалистом, ритм-гитаристом и автором песен Риком Окасеком. Продюсером выступил Рой Томас Бейкер.
Тим Сендра из AllMusic сказал:"чуть менее непосредственные песни („Misfit Kid“, „Getting Through“) по-прежнему являются прекрасными современными рокерами, которые любая второстепенная группа на мейджор-лейбле была бы рада назвать их лучшими усилиями"

## Живые выступления
Песня первый раз была сыграна в живую 14 июня 1980 года в Сан-Франциско, Калифорния ещё перед началом Panorama Tour. Она игралась на протяжении всего тура, а также следующего тура группы — Shake It Up Tour.

## Каверы
- Кавер-версия песни была сделана Джоном Ауэром[англ.] для трибьют-альбома Substitution Mass Confusion: A Tribute to The Cars.

## Участники записи
- Рик Окасек — ритм-гитара, вокал
- Эллиот Истон — соло-гитара, бэк-вокал
- Бенджамин Орр — бас-гитара
- Дэвид Робинсон — ударные, перкуссия
- Грег Хоукс — клавишные, бэк-вокал